# Tornike Okriashvili
Tornike Okriashvili (en georgià: თორნიკე ოქრიაშვილი, nascut a Tbilsi el 12 de febrer de 1992) és un futbolista professional georgià que juga al Gagra de l'Erovnuli Liga. Juga habitualment com a migcampista ofensiu, però també actua de vegades d'extrem. Va jugar 50 partits amb la selecció georgiana marcant 13 gols, xifra que el situa entre els 10 màxims golejadors històrics dels creuats. L'any 2016 va ser nomenat futbolista georgià de l'any.

## Trajectòria
Okriashvili tenia 16 anys quan va signar el seu primer contracte professional amb el Gagra. El 14 de maig de 2010, va marcar el seu primer gol a primera divisió en una victòria per 4-1 contra el Tskhinvali.
El 2010 va ser cedit al Shaktar Donetsk, que va decidir negociar la seva incorporació definitiva a final de la temporada. Un cop fixtat, Okriashvili va ser cedit a diferents equips de la lliga ucraïnesa. Sense arribar a jugar cap partit oficial amb els de Donetsk, va ser traspassat al Genk, de la lliga belga.
Després d'una cessió al Eskişehirspor, el Genk va traspassar-lo al Krasnodar de la Premier League russa el 6 de setembre de 2016. La seva etapa al Krasnodar es va veure marcada per lesions i va ser rescindit del seu contracte per mutu acord el 17 de desembre de 2018.
Va signar amb l'Anorthosis Famagusta el 2019. El maig de 2021, Okriashvili va jugar 120 minuts sencers en una final de la Copa de Xipre contra l'Olympiakos Nicòsia i va aconseguir el títol. Va fitxar per l'APOEL el 3 de juny de 2021.
El 15 de juliol de 2022, el Jeonbuk Hyundai Motors, de la lliga de Cores del Sud, va anunciar que Okriashvili havia signat un contracte. L'1 d'agost de 2022, però, Jeonbuk Hyundai Motors va anunciar que el contracte d'Okriashvili s'havia rescindit per culpa d'un problema amb les proves mèdiques.
El febrer de 2023, va tornar a la lliga georgiana per jugar un altre cop al club on va debutar, el Gagra.
El 6 d'abril de 2024, el Dinamo de Tbilisi va anunciar el fitxatge d'Okriashvili amb un contracte fins al final de la temporada, tot i que abans d'acabar-la va unir-se al TFA Dubai, on va romandre dos mesos. El febrer de 2025, Okriashvili es va tornar un altre cop al Gagra.

## Selecció georgiana
Va ser internacional sub-19 i sub-21 abans de convertir-se en internacional absolut el 17 de novembre de 2010, en un partit amistós davant de la selecció de futbol d'Eslovènia, que va acabar amb victòria per 2 a 1 del combinat georgià.
El seu primer gol amb la selecció ho va fer el 7 de setembre del 2012, que va servir per donar-li la victòria al combinat georgià per 1-0 davant la selecció de futbol de Belarús, en un partit de classificació per al Mundial 2014.

## Estadístiques

### Club
| Club                        | País                | Anys      |
| --------------------------- | ------------------- | --------- |
| FC Gagra                    | Geòrgia             | 2009-2010 |
| Shakhtar Donetsk (cedit)    | Ucraïna             | 2010      |
| Shakhtar Donetsk            | Ucraïna             | 2011-2014 |
| FC Mariupol (cedit)         | Ucraïna             | 2011-2013 |
| Chernomorets Odessa (cedit) | Ucraïna             | 2014      |
| KRC Genk                    | Bèlgica             | 2014-2016 |
| Eskişehirspor (cedit)       | Turquia             | 2016      |
| FC Krasnodar                | Rússia              | 2016-2018 |
| Anorthosis Famagusta        | Xipre               | 2019-2021 |
| APOEL de Nicòsia            | Xipre               | 2021-2022 |
| Jeonbuk Hyundai Motors FC   | Corea del Sud       | 2022      |
| FC Gagra                    | Geòrgia             | 2023      |
| FC Dinamo Tbilisi           | Geòrgia             | 2024      |
| TFA Elite Dubai             | Emirats Àrabs Units | 2024      |
| FC Gagra                    | Geòrgia             | 2025-     |

### Selecció
Actualitzat a 29 de juliol de 2025
| Selecció Nacional | Any   | Partits | Gols |
| ----------------- | ----- | ------- | ---- |
| Georgia           | 2010  | 1       | 0    |
| Georgia           | 2012  | 6       | 1    |
| Georgia           | 2013  | 4       | 0    |
| Georgia           | 2014  | 7       | 3    |
| Georgia           | 2015  | 8       | 1    |
| Georgia           | 2016  | 8       | 3    |
| Georgia           | 2018  | 2       | 1    |
| Georgia           | 2019  | 4       | 0    |
| Georgia           | 2020  | 5       | 3    |
| Georgia           | 2021  | 5       | 1    |
| Total             | Total | 49      | 13   |

## Palmarès

### Anorthosis
1 Copa de Xipre: 2020–21

### Individual
Futbolista georgià de l'any: 2016